# SCS Software
SCS Software s.r.o. est une société tchèque de développement de jeux vidéo fondée en 1997 et basée à Prague.
À ses débuts, l'activité de l'entreprise est dédiée au développement d'un moteur de jeu 3D du nom de Prism3D, utilisé sur plus d'une douzaine de jeux, dont Deer Hunter 2 et Deer Hunter 3, ou Duke Nukem: Manhattan Project. À partir de 1999, l'entreprise se tourne vers le développement de jeux.
L'entreprise est notamment connue pour avoir réalisé différents jeux de simulation de conduite de poids lourds, avec des titres tels que TruckSaver, US Trucks: Road Simulator (titre original : 18 Wheels of Steel American Long Haul), German Truck Simulator ou Euro Truck Simulator, des jeux dans lesquels le joueur incarne un routier américain, allemand ou européen, ou encore Bus Driver dans lequel il incarne un chauffeur de bus.

## Jeux développés
| Titre                                  | Plate-forme           | Première sortie |
| -------------------------------------- | --------------------- | --------------- |
| Hunting Unlimited                      | Windows               | 2001            |
| Hard Truck: 18 Wheels of Steel         | Windows               | 2002            |
| 18 Wheels of Steel: Across America     | Windows               | 2003            |
| Hunting Unlimited 2                    | Windows               | 2003            |
| Hunting Unlimited 3                    | Windows               | 2004            |
| 18 Wheels of Steel: Pedal to the Metal | Windows               | 2004            |
| OceanDive                              | Windows               | 2005            |
| 18 Wheels of Steel: Convoy             | Windows               | 2005            |
| Hunting Unlimited 4,                   | Windows               | 2006            |
| 18 Wheels of Steel: Haulin'            | Windows               | 2006            |
| Bus Driver                             | Windows, macOS        | 2007            |
| Deer Drive                             | Windows               | 2007            |
| Hunting Unlimited 2008                 | Windows               | 2007            |
| 18 Wheels of Steel: American Long Haul | Windows               | 2007            |
| Hunting Unlimited 2009                 | Windows               | 2008            |
| Euro Truck Simulator                   | Windows, macOS        | 2008            |
| Hunting Unlimited 2010                 | Windows               | 2009            |
| 18 Wheels of Steel: Extreme Trucker    | Windows               | 2009            |
| German Truck Simulator                 | Windows               | 2010            |
| UK Truck Simulator                     | Windows               | 2010            |
| 18 Wheels of Steel: Extreme Trucker 2  | Windows               | 2011            |
| Trucks & Trailers                      | Windows               | 2011            |
| Scania Truck Driving Simulator         | Windows, macOS        | 2012            |
| Euro Truck Simulator 2                 | Windows, Linux, macOS | 2012            |
| American Truck Simulator               | Windows, Linux, macOS | 2016            |